# 港鐵屯馬綫中國製列車
港鐵屯馬綫中國長春製列車（英語：Tuen Ma Line C-Train，俗稱「假千九」），又稱「港鐵中車長客電動列車」，是港鐵公司所購置的通勤列車。

## 概要
本列車是為屯馬綫通車而購置的列車，也是繼市區綫中國製列車和南港島綫中國製列車之後，港鐵第三批購自中國大陸的列車，同時是港鐵首次在前九鐵路綫中使用中國製列車，以及首次使用由港鐵購入的載客列車。
列車合約已於2013年12月11日批出予中國中車集團長春軌道客車股份有限公司，招標編號為1141A，合約總值港幣13.8億（$1,384,231,600）。随后于2017年2月8日港鐵向立法會提交的文件表示，將會增購多3列中國製列車。中國製列車的總數將會由14列增至17列，以擴大屯馬綫車隊數目，應付日後所需。
首列列車於2016年5月25日至6月7日間從遼寧營口港直接運抵香港。並於2017年3月12日率先在馬鞍山綫上投入服務，其後延伸至屯馬綫一期及投放三列在西鐵綫行走，在屯馬綫全綫通車後繼續行走全綫。
雖然本列車在投入服務前，都會先在西鐵綫進行測試，但直到2020年3月7日才於西鐵綫提供載客服務。
2020年2月13日，編組（D413/D414）獲安排為馬鞍山綫前往大圍站的最後一班列車。
2020年2月14日，屯馬綫一期正式通車，第1以及8編組列車（D397／D398編組，D413／D414編組）擔當該綫的首班列車，該兩班列車分別由烏溪沙站及啟德站開出。
2020年3月7日，第9編組列車（D415／D416編組）成為西鐵綫的首列投入服務的中國製列車。但營運不足3小時後，列車駛到美孚站期間港鐵就宣佈列車暫停服務，要提早收車。港鐵承認下午約2時55分，因荃灣西站附近發生信號故障，需要安排一列往屯門方向的西鐵綫列車乘客於美孚站下車，以便作出車務調動。
2020年4月4日，第14編組列車（D421/D422編組）投入服務。
2020年5月2日，最後一架本型號列車，第15編組列車（D427/D428編組）投入服務，標誌着所有此型號列車全數投入服務。
2021年4月18日，所有屯馬綫一期及西鐵綫的列車正式實施混合車隊，重新裝上已經拆除的鐵鏈，直至同年6月20日紅磡站新月台啟用後再次拆除。

## 設計

### 車外
這型號列車外形近似近畿川崎列車（IKK-Train），然而車身塗裝採用「鐵路願景」標準，與南港島綫中國製列車、東鐵綫現代列車、市區綫願景列車和機場鐵路願景列車的車身塗裝看齊。車身以啞光米白色為主色，並利用視覺效果將車門及車窗連成一體化之形態。車頂飾有紅色線條。車頭採用流線型設計的線條，車頭燈組件採用蝌蚪形圖案設計。
由於需遷就近畿川崎列車以及既有營運範圍之西鐵綫車站月台幕門佈局（西鐵綫（現稱屯馬綫）屯門站至尖東站）故沿用其車門佈局（即原九鐵規格的門距）。
駕駛室門采用同廠生產之深圳地鐵中車長客A型電動列車的一體化薄板門設計，而客用車門則由上海法維萊交通車輛設備製造，並採用線性馬達驅動，以減少開關門所需時間。是港鐵第一款採用線性馬達車門驅動的列車。其後東鐵綫現代列車亦有採用。
此外，由於當時馬鞍山綫尚未完成安裝月台閘門，頭批出廠的列車在車卡連接位之間裝有紅色鐵鏈，2018年5月，因應所有馬鞍山綫車站均安裝月台閘門，港鐵為該路線所有列車之駁位拆除鐵鏈，而後續出廠的列車則不再安装鐵鏈。然而由於其中三列本型號列車（D415／D416，D421／D422及D427/D428編組）屬於前西鐵綫，及其他本型號列車於2021年4月18日至2021年6月19日期間，於前西鐵綫提供載客服務（前西鐵綫只剩下紅磡站舊月台未設有月台幕門或閘門），因此所有列車之駁位會重新加裝鐵鏈，直到2021年6月20日轉用屯馬綫紅磡站設有月台幕門的新月台後，有關鐵鏈才會拆除。

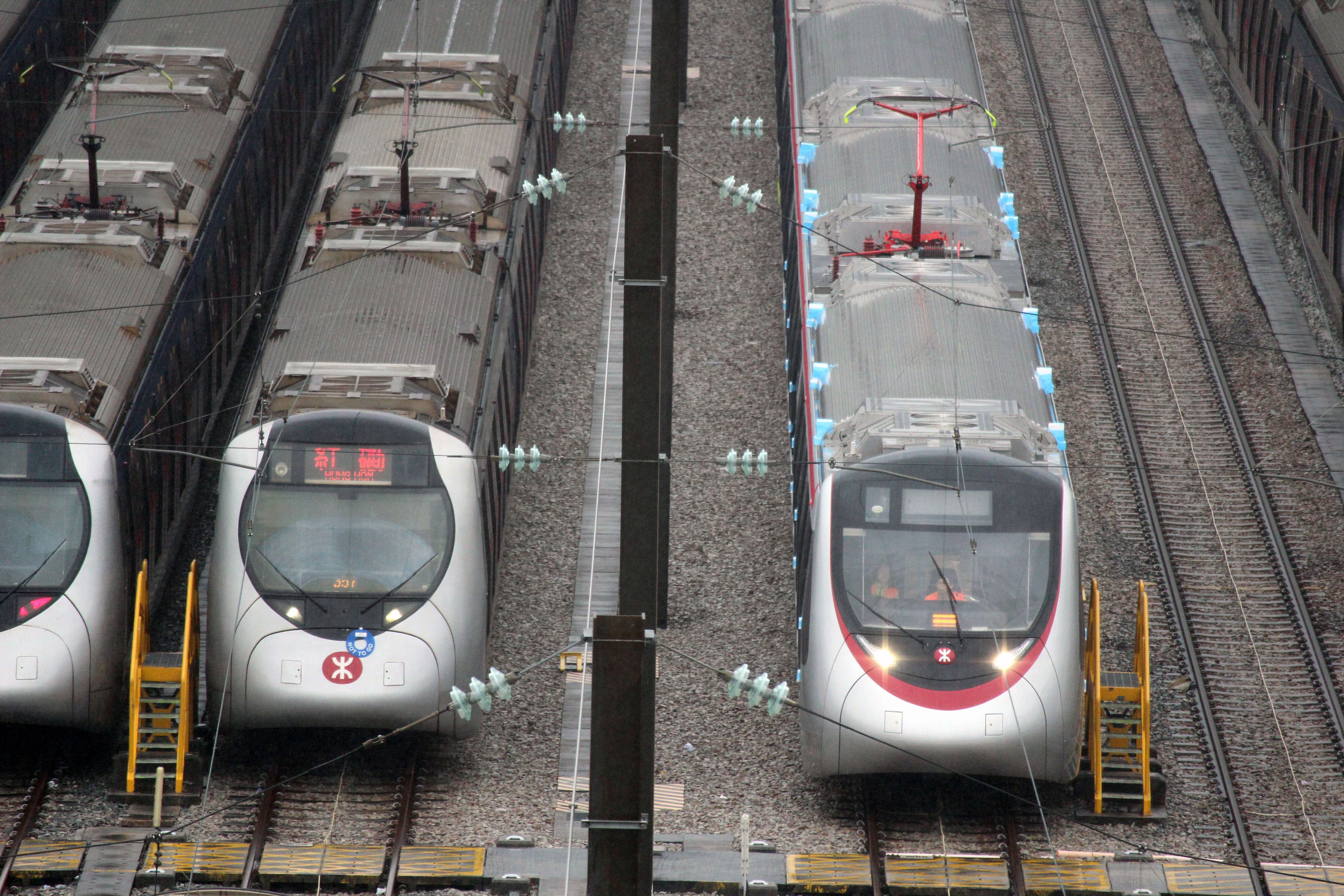
一列屯馬綫列車正於八鄉車廠進行測試，左方為港鐵近畿川崎列車
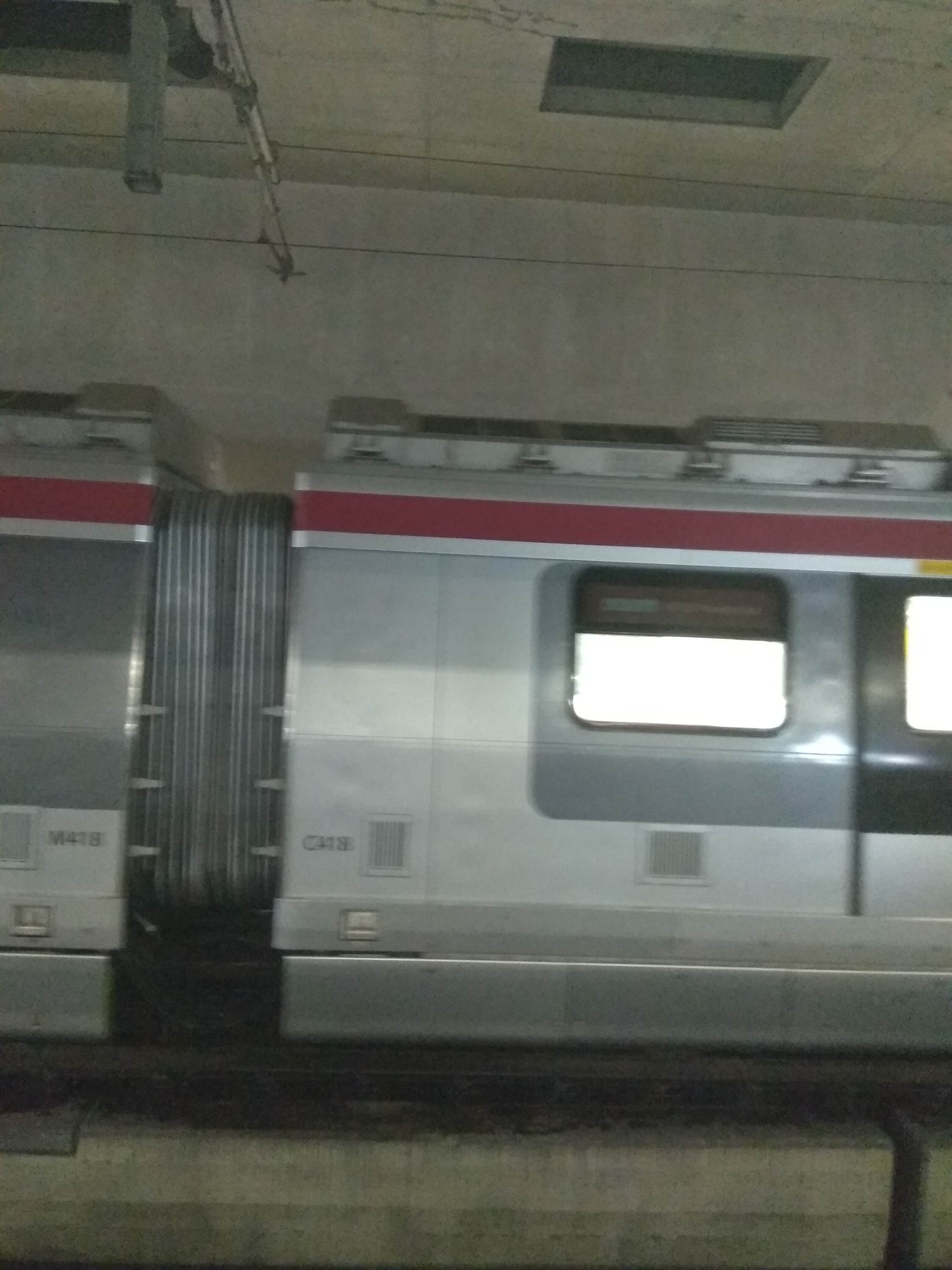
已拆去紅色鐵鏈的屯馬綫列車

### 主要设备
列車的牽引系統為三菱電機製IGBT-C/I，型號與同期招標的港鐵東鐵綫現代列車相似。
列车的转向架为中車長客製，無動力車廂採用CW6020型轉向架，而動力車廂採用CW6020D型轉向架。
集電弓由英國Brecknell Willis製造。
因為電氣組件設計問題，列車駛經中性區時斷路器（VCB）開合會造成較大且突然噪音（此現象與近畿川崎列車及東鐵綫現代列車相同）。
車卡連貫通道由德國廠商虎伯拉鉸接系統（HÜBNER Group）提供。
列車首次採用廣州中車軌道交通空調裝備有限公司製造的空調系統，外型和港鐵近畿川崎列車採用的東芝空調十分相似，但外殼手工較東芝製冷氣機組為粗糙，其中有部分列車冷氣機組投入服務不久，已出現鏽漬，而焊接點亦未磨平，噪音亦較明顯。
列車的控制台與近畿川崎電動列車的佈置大致相同（例如SelTrac訊號系統介面及駕駛手掣，均設於左方，而駕駛手掣採用類似遊戲機手掣的佈局，但面板顏色由灰色改為黑色），而兩者均有採用三菱電機製列車管理系統（TMS），駕駛室的閉路電視顯示屏由新加坡電子工程公司（ST Engineering）提供。
另外，其中3列列車裝有車載軌道檢測系統（on-board rail inspection system, ORIS）以便檢測軌道的狀態。

### 車內
車廂則參考近年港鐵列車車廂設計，例如在座位的上方設有港鐵車廂電視液晶體顯示屏，每節車廂設有6個電視機。在車廂的兩端設有通道端螢幕以顯示下一站的名稱，而車廂內的客用車門上方亦設有動態路線圖，為乘客提供資訊及車務資料。車廂內設有欖形扶手，方便乘客緊握扶手。同時設有經改良的吊環，吊環將採用軟物料製造，並採用人體工學設計。
另外，第3以及第6車廂設有1個多用途空間，該空間不設半座位。同時第1以及第8車廂均為靜音車廂。
座位設計與近畿川崎列車的有所不同，例如每席座椅之間設有間隔，而且每卡列車的座椅數目相比近畿川崎列車每卡列車的座椅數目少，近畿川崎列車一排有3至5個座位，而這型號列車僅有3至4個座位，因此各側窗闊度亦由近畿川崎列車約3至5座位闊（每列車的頭窗及尾窗共4塊為3座位闊，連貫通道附近的窗5座位闊，其它皆為4座位闊）改為統一約3座位闊使得窗戶透光量亦較少。
另外，本型號列車投入服務初期車廂客燈採用白色LED燈，後來港鐵在2019年上旬至2020年上旬為部分列車（例如：D397/D398，D403/D404，D405/D406，D417/D418）更換黃色LED燈，改善乘客眼部舒適度和乘車環境。

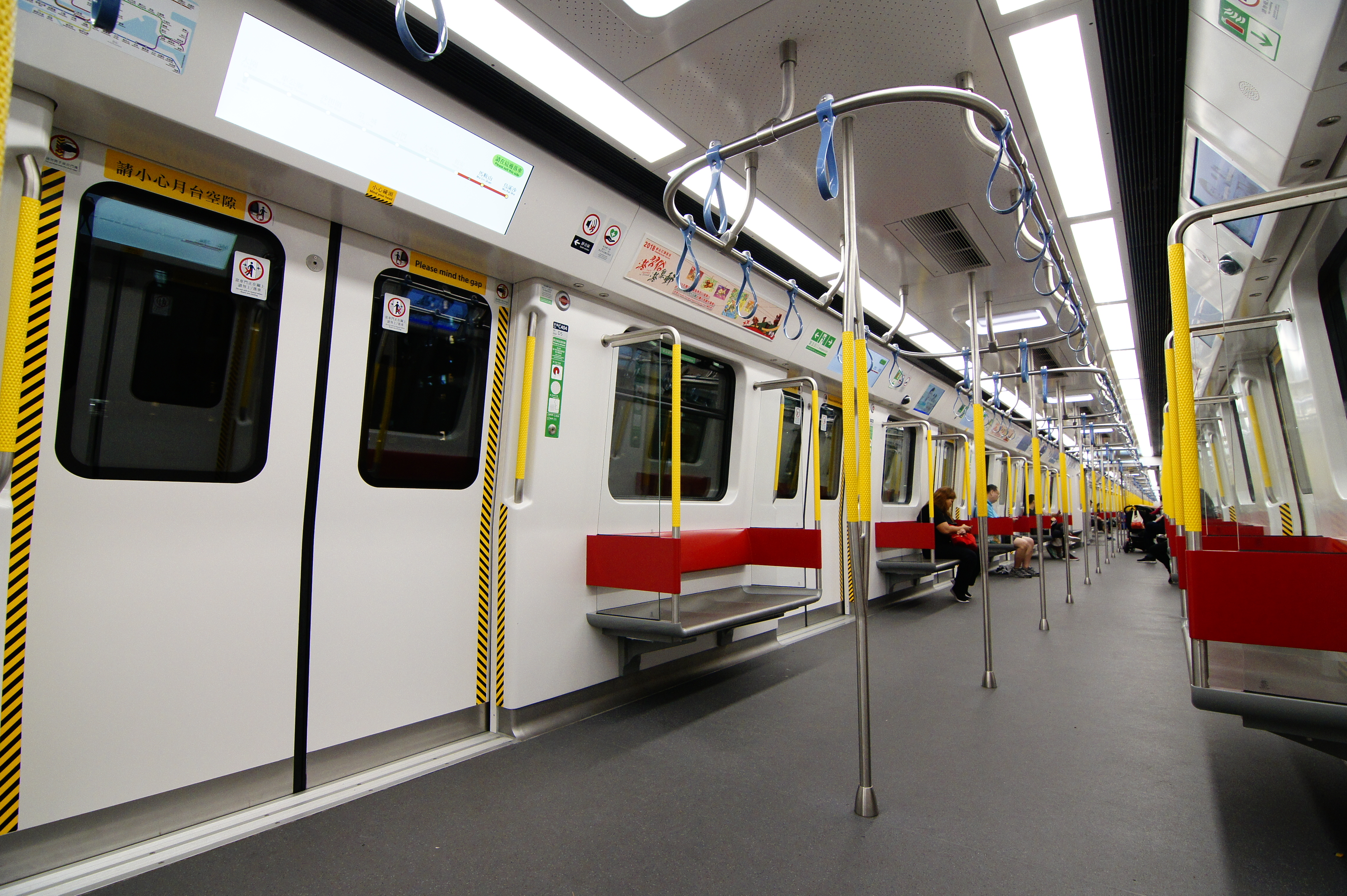
列車車廂內部
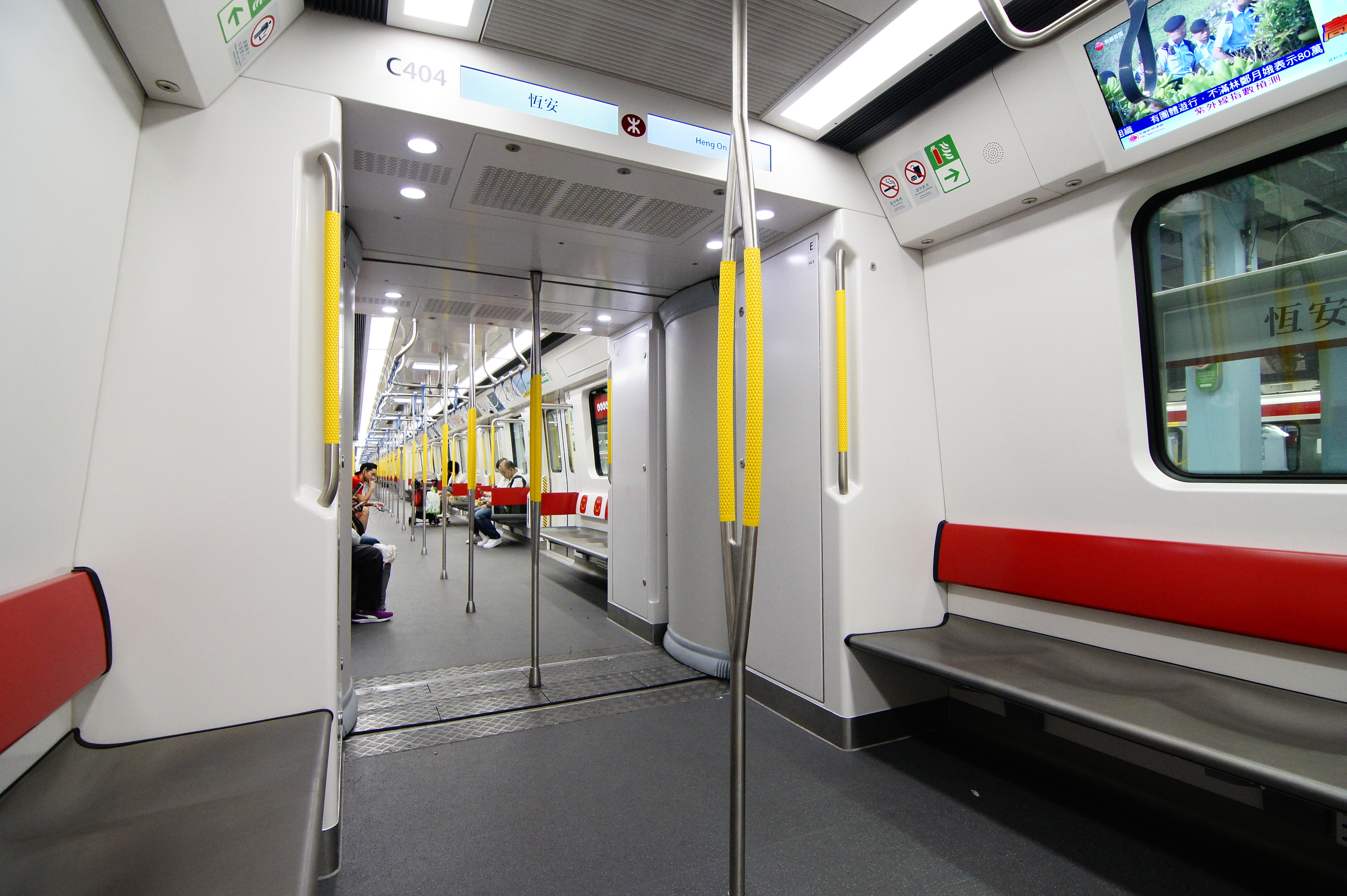
車卡連貫通道，上方裝有報站顯示屏，每張有五個坐位
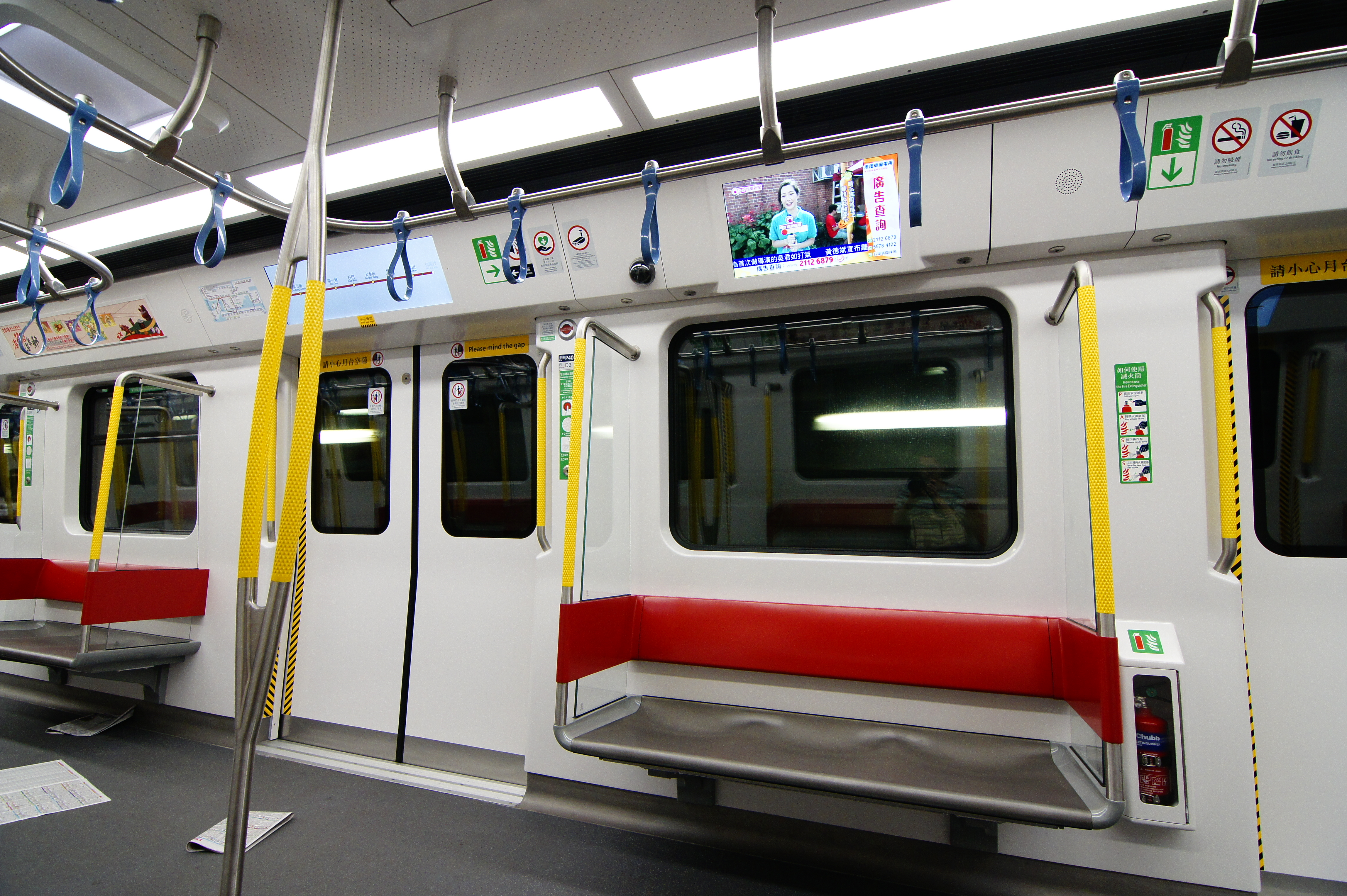
列車每張長椅由四個減到三個（車卡連貫通道例外）
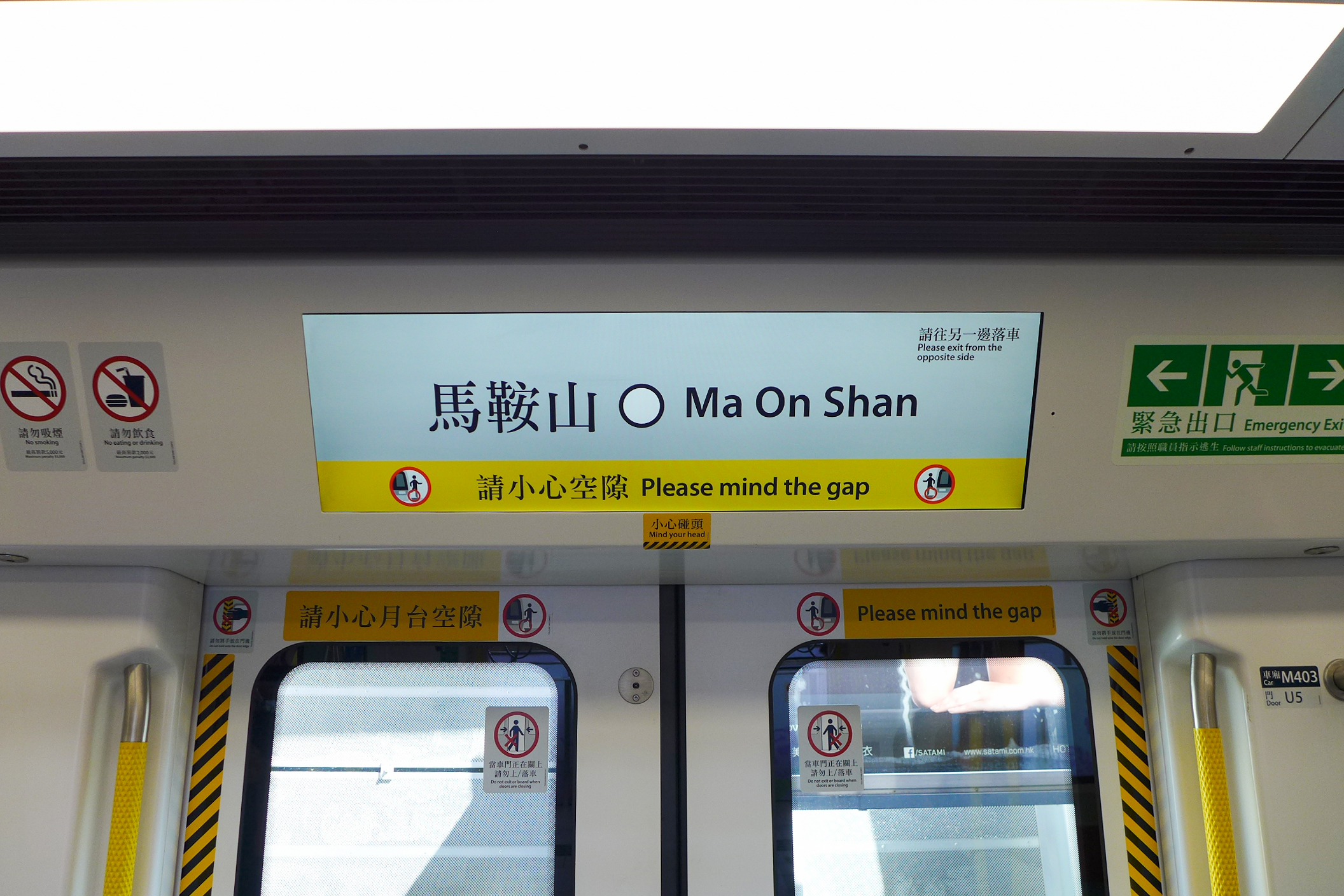
車門上方的動態路線圖顯示屏
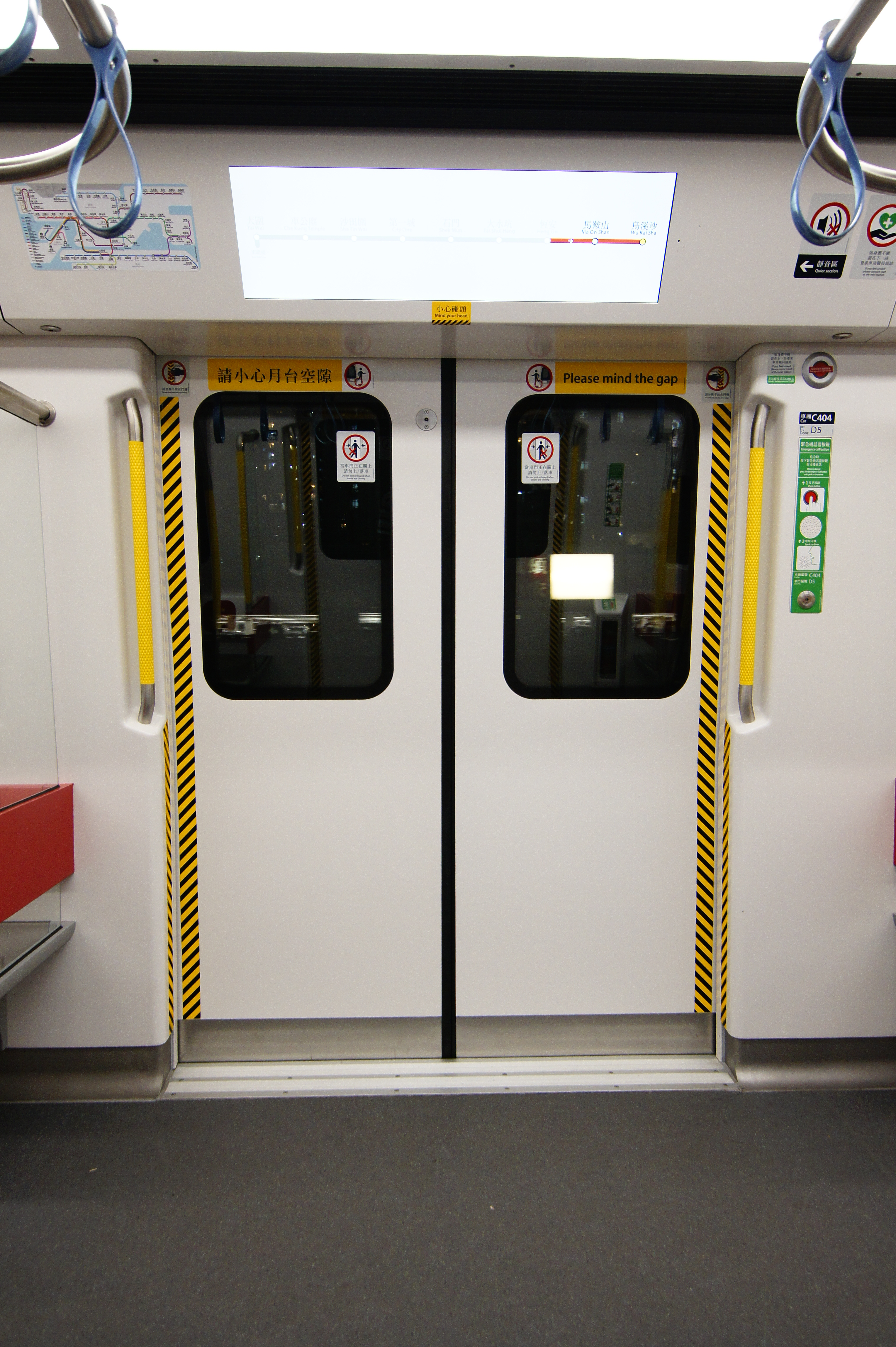
除D3、U3車門外，列車車門不設手把，車門正前方位置不設垂直扶手
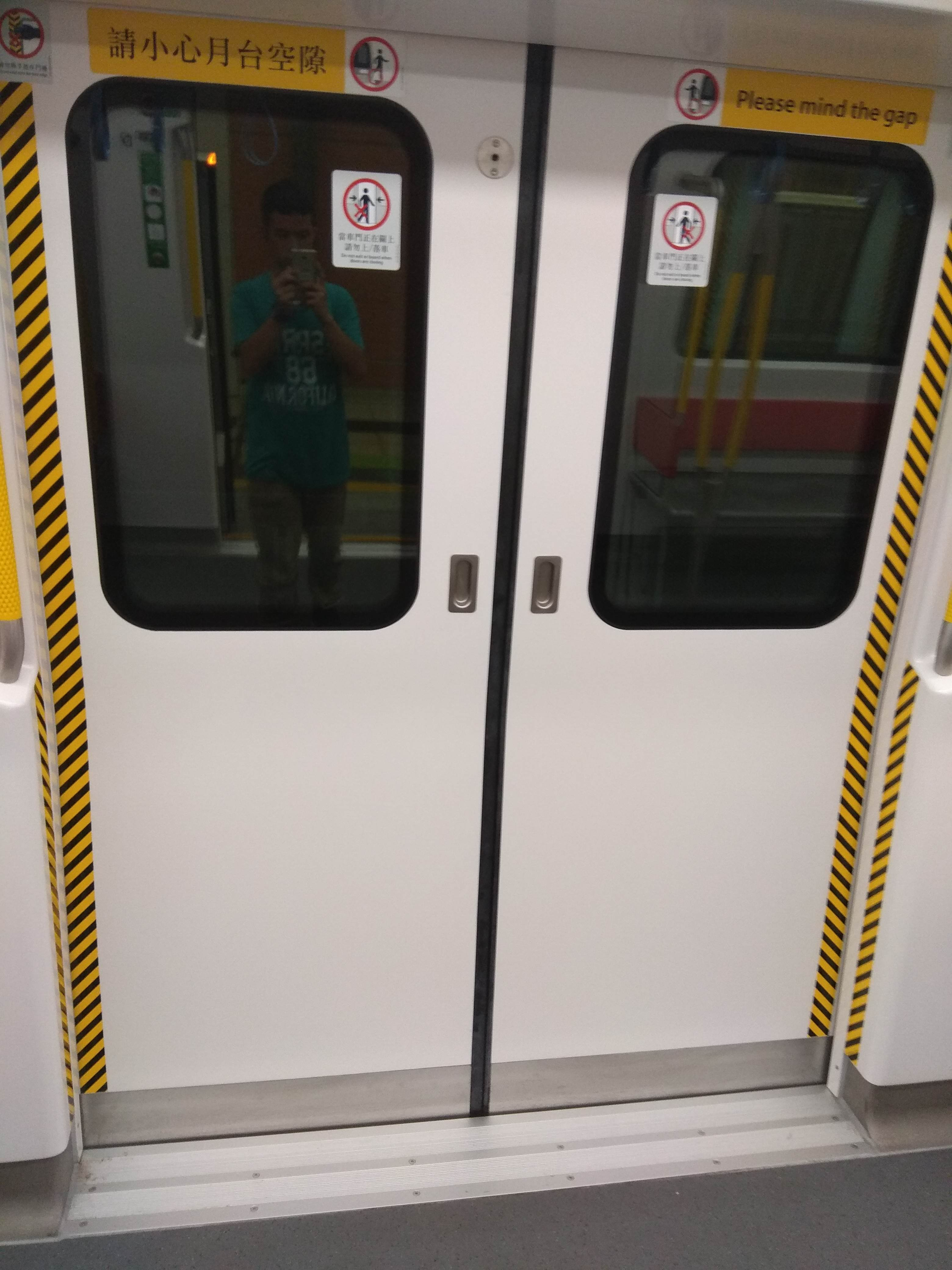
列車的D3、U3車門設有手把，同時為車廂的緊急出口
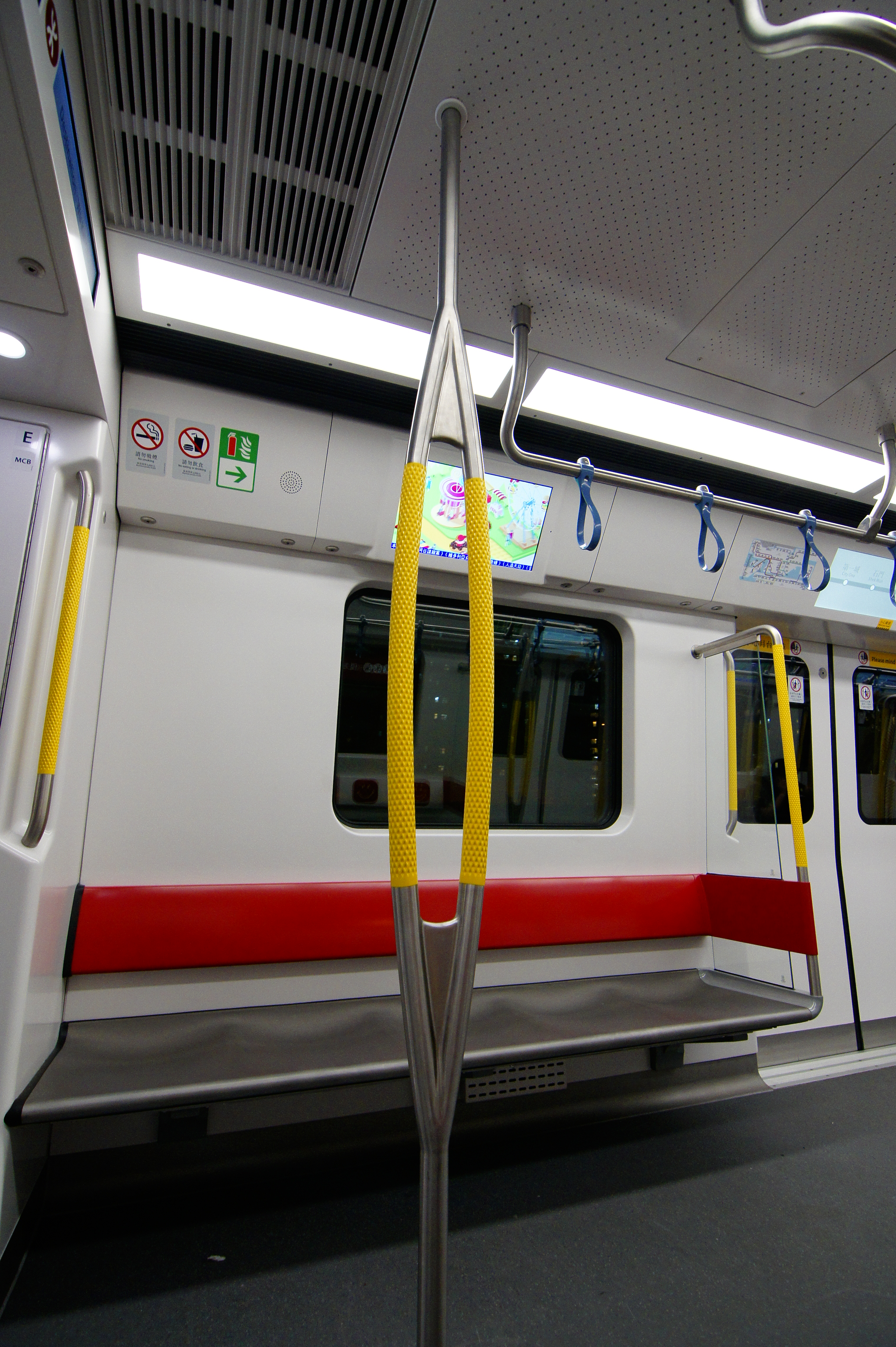
欖形設計的垂直扶手中央分叉成兩截，與南港島綫列車分叉成三截不同

## 列車編組
| 批次         | 批出合約時間   | 列車數量 | 車卡編號                                 | 車卡數量 | 車卡數量 | 車卡數量 | 車卡數量 | 車卡數量 | 投入服務日期                | 備註                                 |
| ------------ | -------------- | -------- | ---------------------------------------- | -------- | -------- | -------- | -------- | -------- | --------------------------- | ------------------------------------ |
| 批次         | 批出合約時間   | 列車數量 | 車卡編號                                 | D        | P        | M        | K        | C        | 投入服務日期                | 備註                                 |
| 首批訂購列車 | 2013年12月11日 | 14列     | D/P/M/K397＆401-425、D/P/M/C398＆402-426 | 28       | 28       | 28       | 14       | 14       | 2017年3月12日至2020年4月4日 | 因沙中綫東西走廊（屯馬綫）通車而購置 |
| 次批訂購列車 | 2017年2月8日   | 3列      | D/P/M/K427-431、D/P/M/C428-432           | 6        | 6        | 6        | 3        | 3        | 2019年1月31日至2020年5月2日 | 因客流量需求上升而订购，作為擴充車隊 |

列車每8卡為一組，編組方式為D-P-M-K+C-M-P-D。動拖比為5M3T，與近畿川崎列車8卡組合略有分別。另外，其中3列列車在出廠時已裝有車載軌道檢測系統（on-board rail inspection system, ORIS）以便檢測軌道的狀態，其後港鐵將陸續在所有編組加裝此設備。
| 駕駛室                   | Driving cab                   | O   | X   | X   | X   | X  | X   | X   | O   |
| 集電弓                   | Pantograph                    | X   | O   | X   | O   | X  | X   | O   | X   |
| 電動機                   | Motor                         | X   | O   | O   | O   | X  | O   | O   | X   |
| 拖卡                     | Trailer                       | O   | X   | X   | X   | O  | X   | X   | O   |
| 輪椅預留位               | Wheelchair Seat               | X   | X   | O   | X   | X  | O   | X   | X   |
| 交叉線                   | Cross Train Line              | X   | X   | X   | X   | O  | X   | X   | X   |
| 緊急逃生梯               | Emergency Escape Ladder       | O   | X   | X   | X   | O  | X   | X   | O   |
| 輔助駕駛控制板           | Hostler                       | X   | X   | X   | O   | O  | X   | X   | X   |
| 「港鐵車廂電視」靜音車廂 | 「MTR In-train TV」 Quiet Car | O   | X   | X   | X   | X  | X   | X   | O   |
| 稱號                     | 稱號                          | Tc1 | Mp1 | MW1 | HMp | HT | MW2 | Mp2 | Tc2 |

| 車卡编號 | D397/4xx               | P397/4xx                   | M397/4xx         | K397/4xx                   | C398/4xx    | M398/4xx         | P398/4xx                   | D398/4xx               |
| 動力配置 | 拖卡，附駕駛艙 （Tc1） | 動力車卡，附集電弓 （Mp1） | 動力車卡 （MW1） | 動力車卡，附集電弓 （HMp） | 拖卡 （HT） | 動力車卡 （MW2） | 動力車卡，附集電弓 （Mp2） | 拖卡，附駕駛艙 （Tc2） |
| 動力單元 | 單元1                  | 單元1                      | 單元1            | 單元1                      | 單元2       | 單元2            | 單元2                      | 單元2                  |

## 問題、批評及爭議

### 設計問題
由於本列車均比照近畿川崎列車（俗稱千九，取自該批列車合約編號SP1900）而設計，鐵路迷根據其外觀稱之為「假千九」、「偽千九公主」、「山寨千九」或「假九／狗」等。同時在車廂設計上，座椅編排由原本的一排四個縮減至一排三個，令座位數量進一步減少。列車噪音問題亦較為嚴重，與擁有同一個摩打單但較少有噪音問題的東鐵綫現代列車形成強烈對比。很多人認為中國製造列車品質及質素差劣。

### 品質問題
此外在列車剛投入服務之時，有乘客發現車廂表面有輕微凹痕，質疑此批次列車的質素是否低於水平。同時有乘客投訴列車車廂內瀰漫一陣塑膠氣味，擔心製造列車之物料對人體有害，並沒有根據港鐵近畿川崎列車進行改良。。
到2018年2月，有乘客發現車廂的座椅表面出現疑似生銹痕迹，令人質疑新車物料質素大倒退，港鐵未有回應。2018年8月港鐵將車廂座椅鋼材由啞面更換為光面。

## 圖片庫

### 屯馬綫

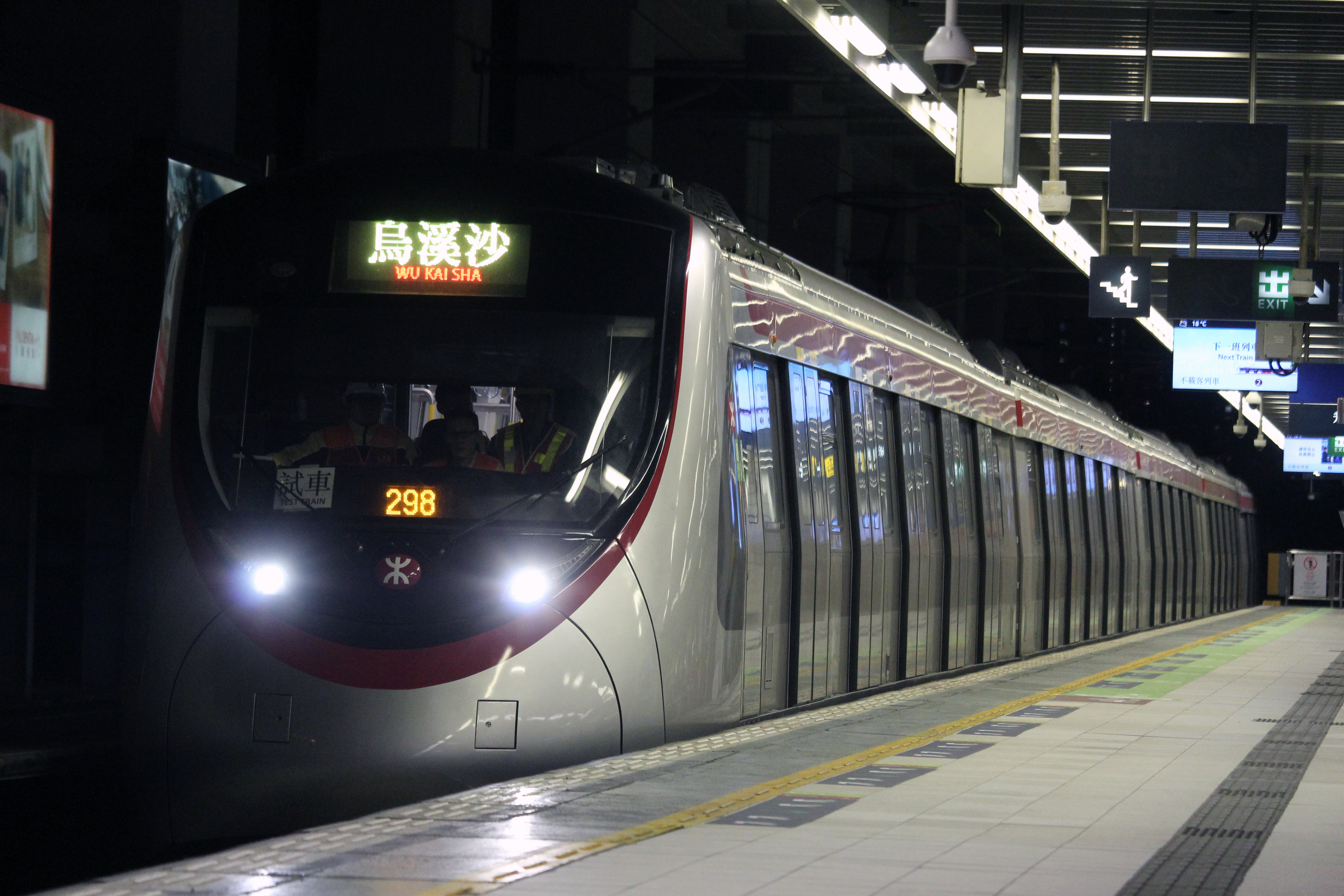
馬鞍山綫1141A列車正進入烏溪沙站2號月台（正進行夜間行車測試）
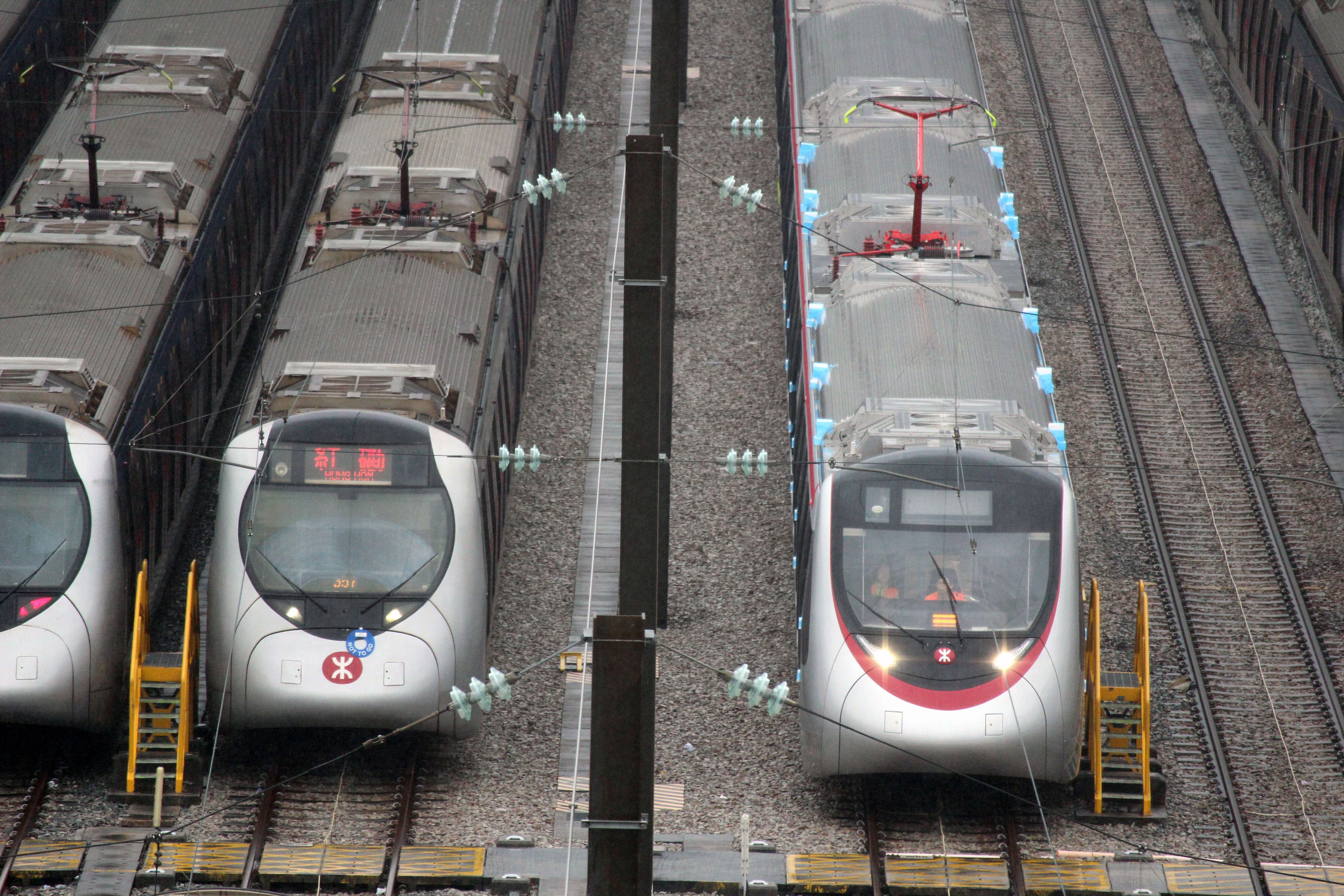
其中一列中國製列車正於八鄉車廠試車（圖右）
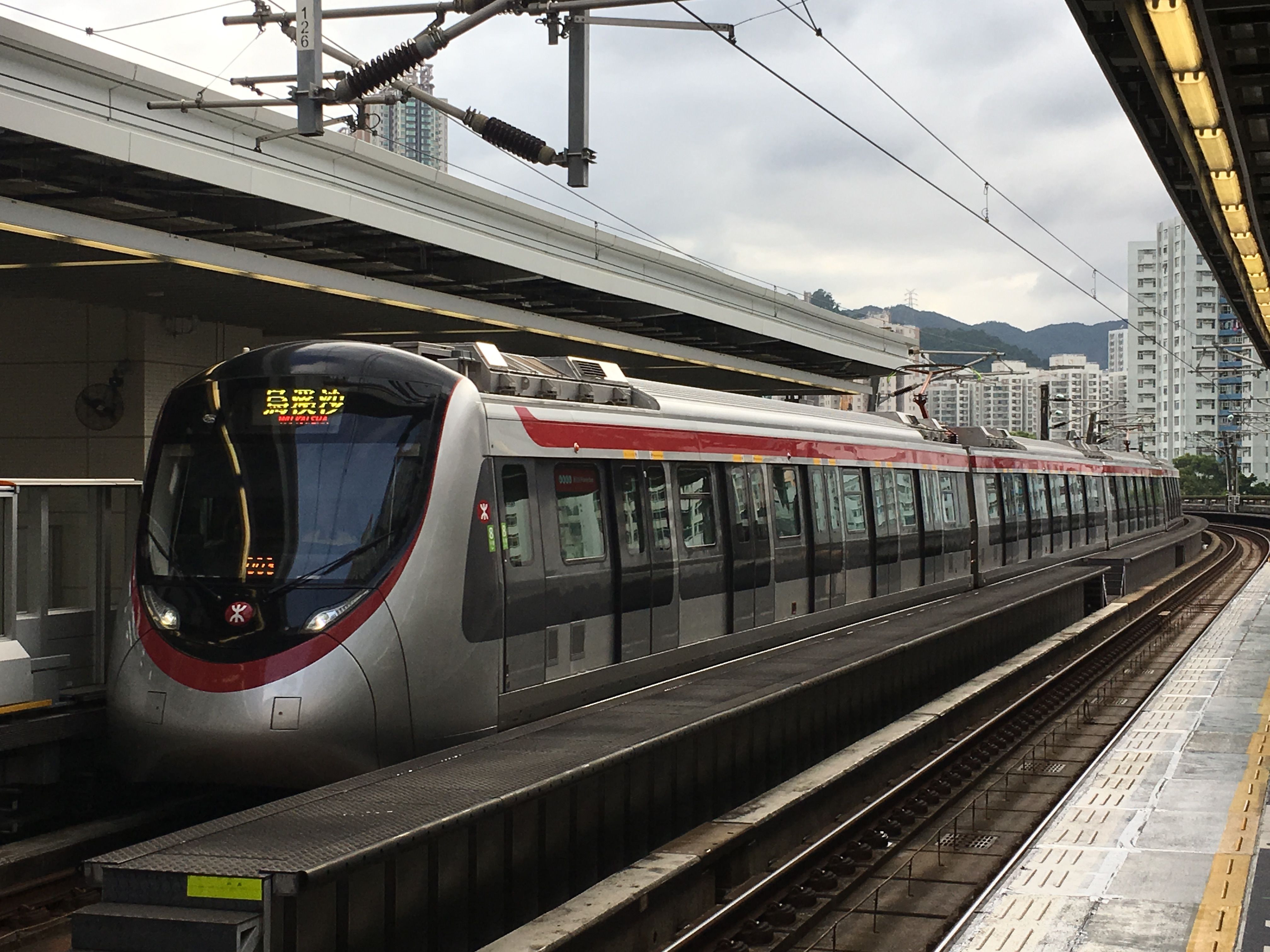
馬鞍山綫列車正在進入車公廟站2號月台
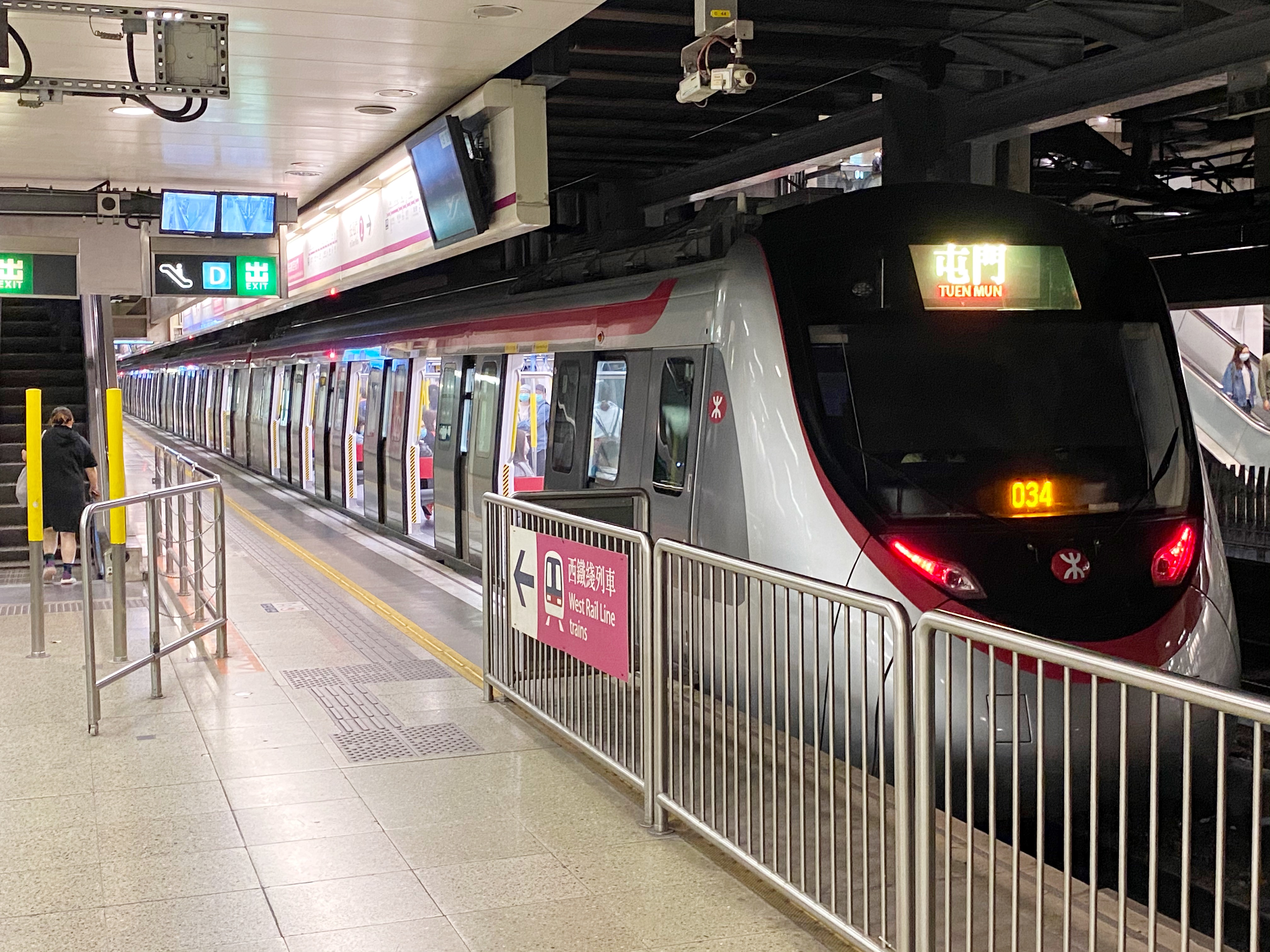
西鐵綫列車在紅磡站舊2號月台
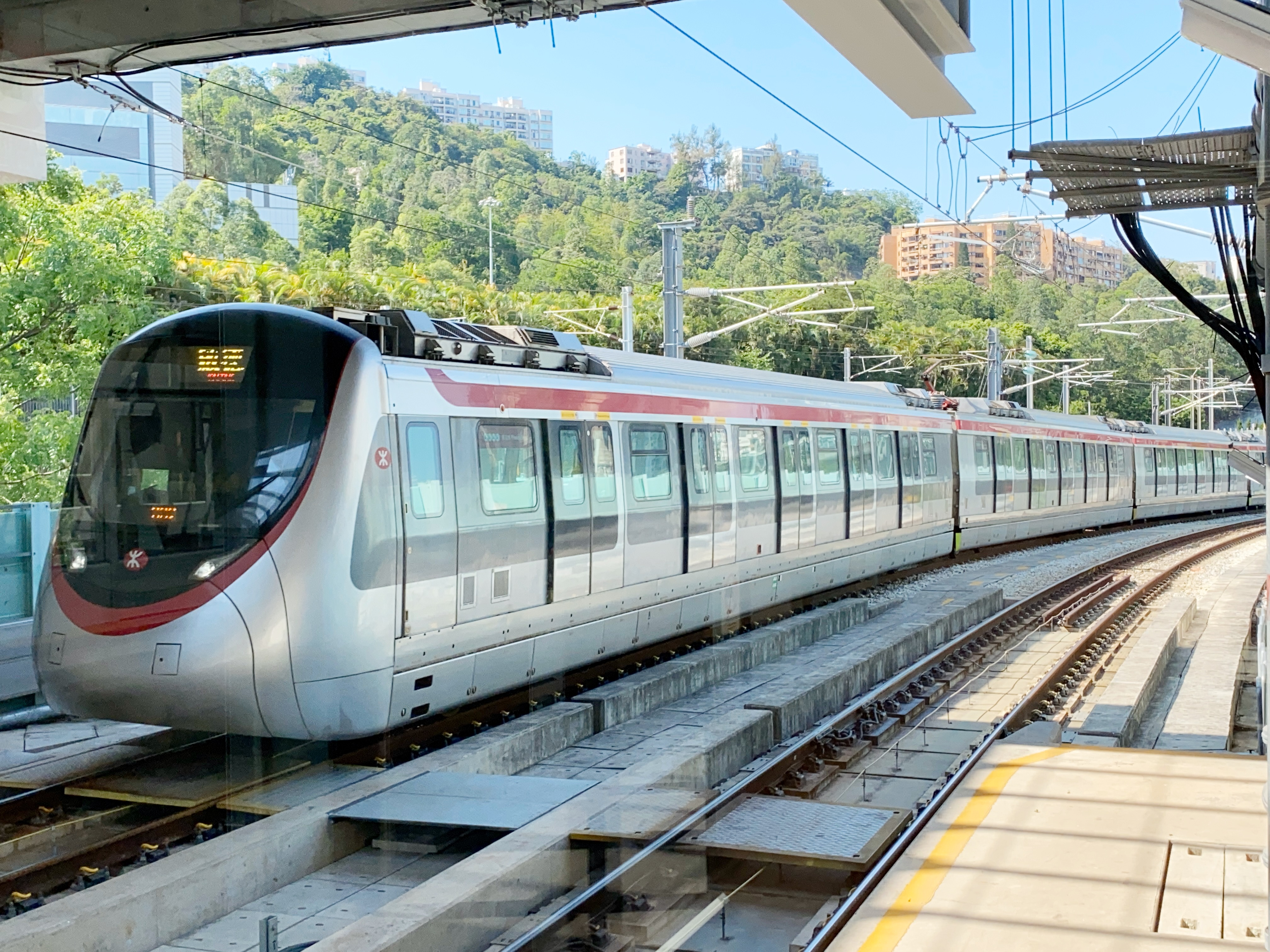
屯馬綫一期時期，往啟德方向的中國製列車正在進入顯徑站1號月台
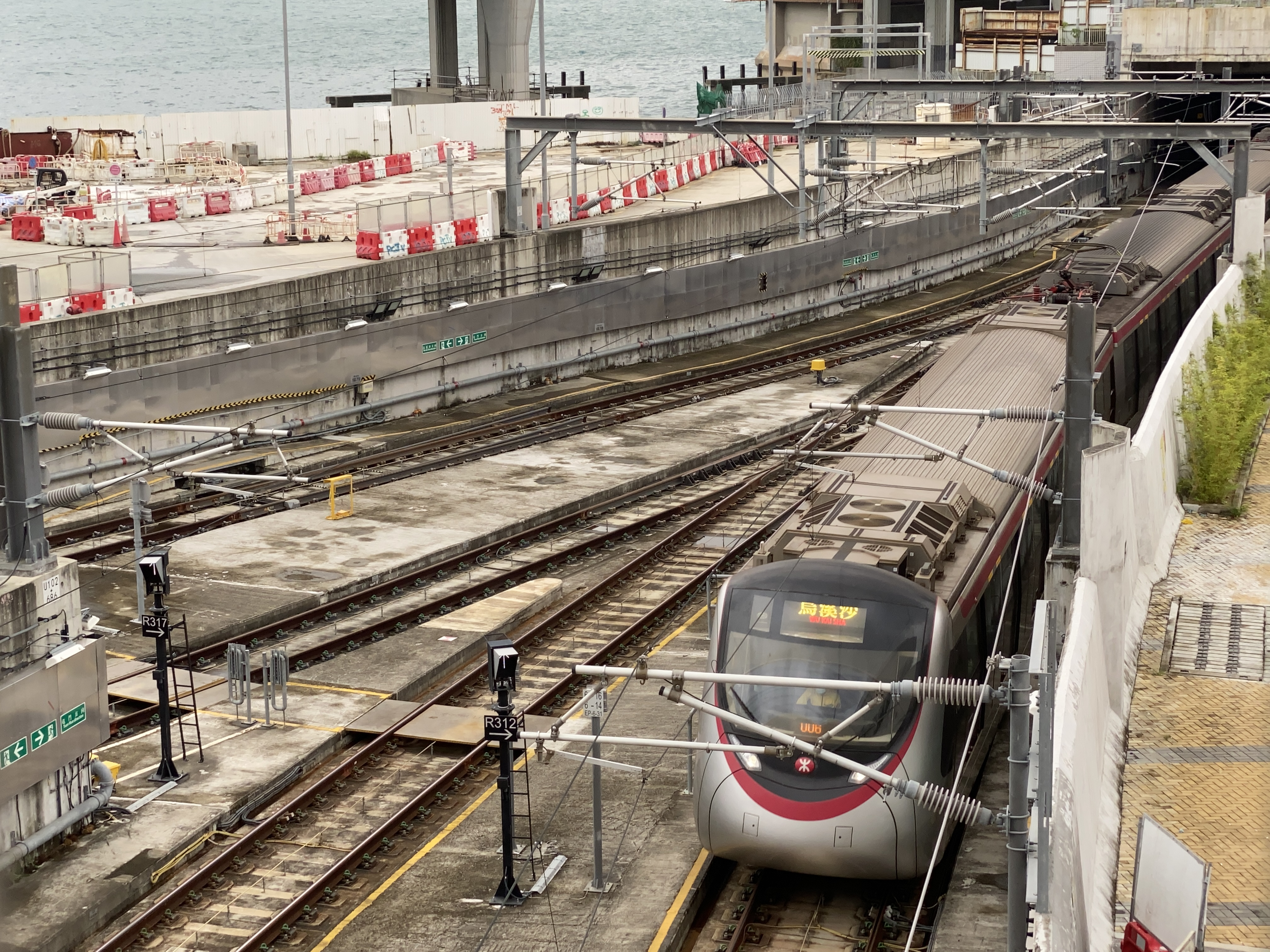
屯馬綫列車，往烏溪沙方向的中國製列車正在進入紅磡站新2號月台
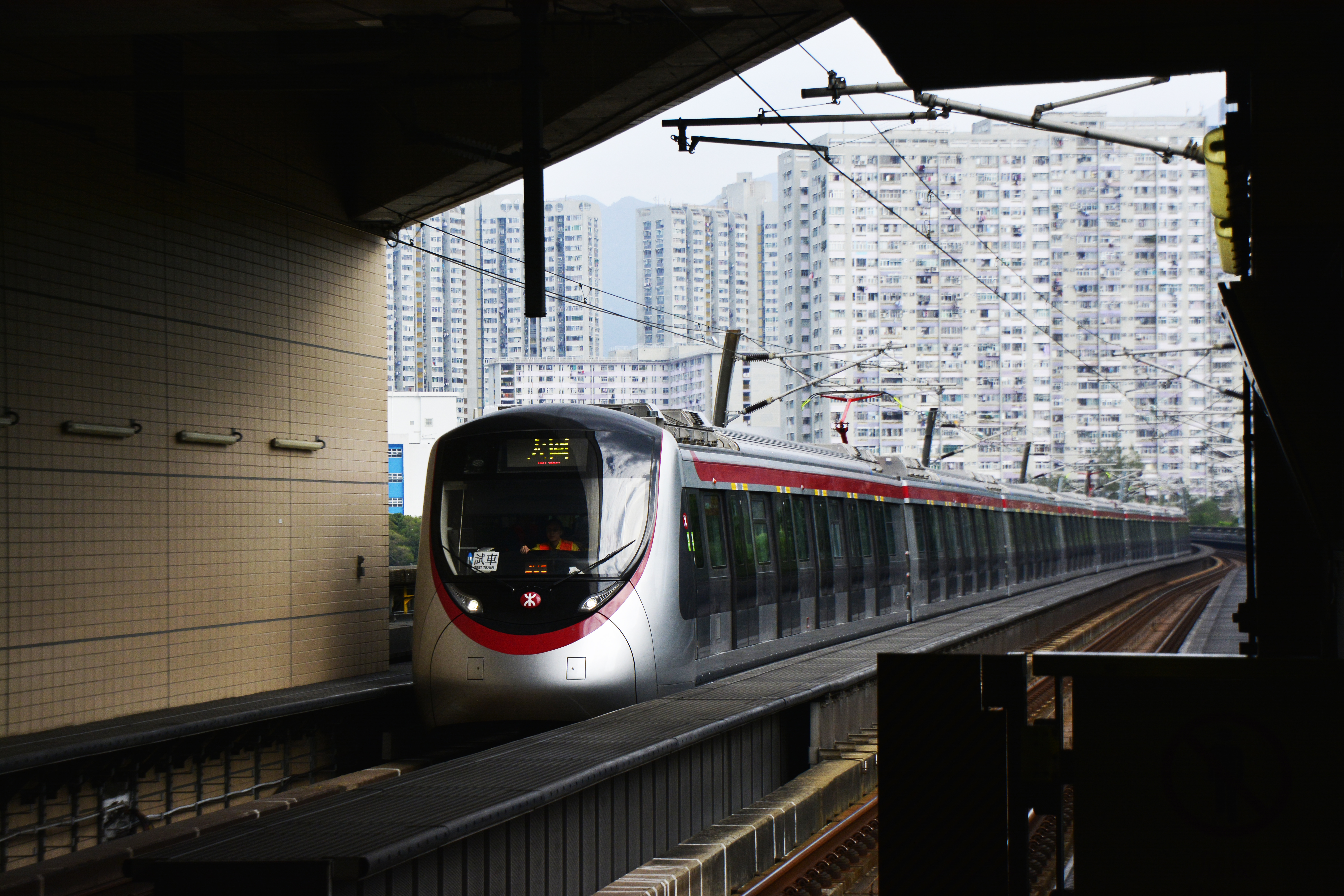
列車正進入車公廟站
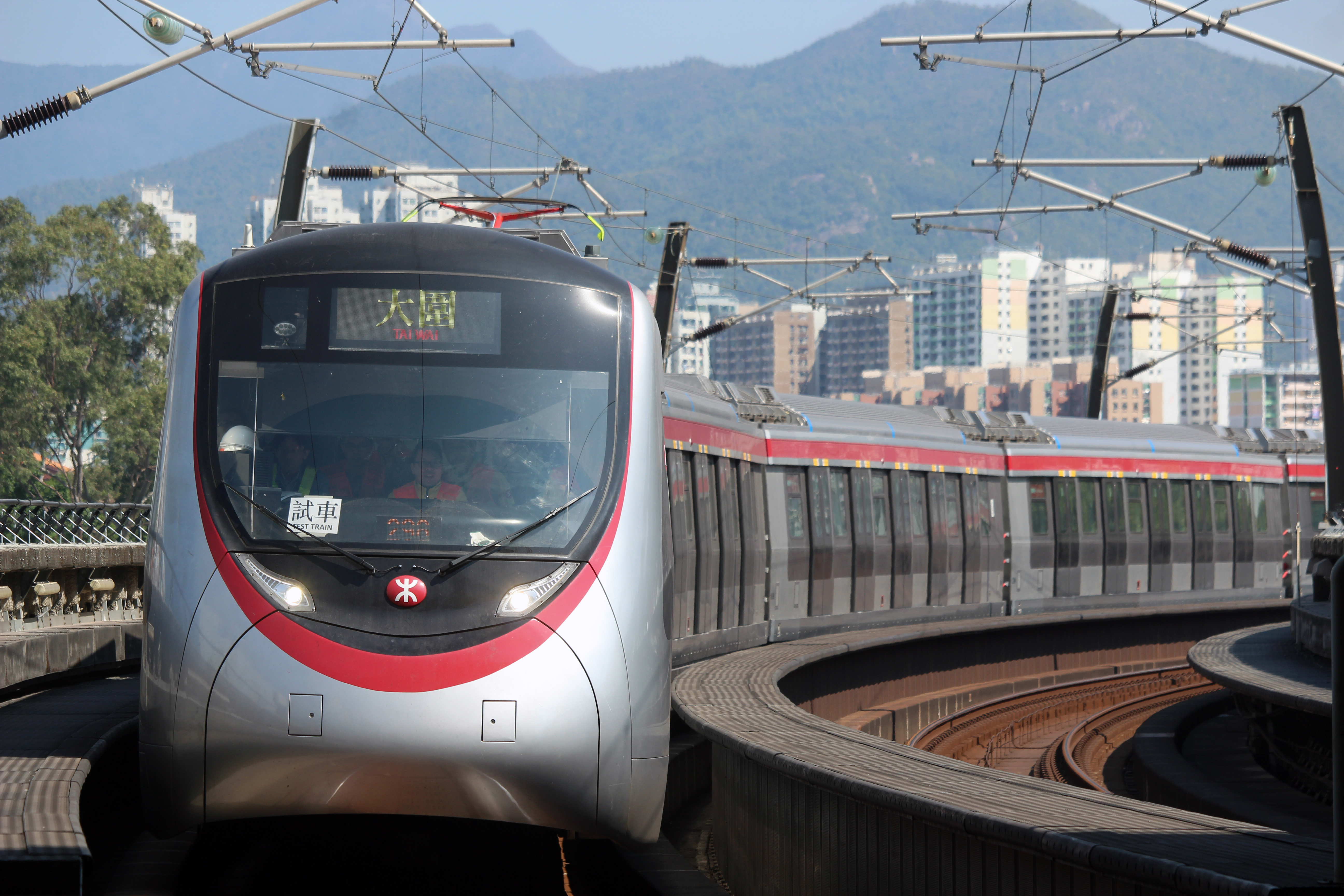
列車正進入大圍站3號月台

## 外部連結
- 屯馬線新車規格 （页面存档备份，存于） 港鐵新路綫動向 MTR Trends facebook專頁
- 香港鐵路大典上的相关条目：港鐵屯馬綫中國製列車